# Mascarade des Makishi
La mascarade des Makishi est un rituel d'initiation, dansé dans l'Afrique centrale par de jeunes garçons. Après une initiation en brousse, appelée mukanda, comprenant une circoncision, la cérémonie de mascarade des Makishi permet aux jeunes garçons d'être réintégrés comme adultes dans leurs familles. La cérémonie a été classée patrimoine culturel immatériel de l'humanité par l'UNESCO en 2008.

## Peuples

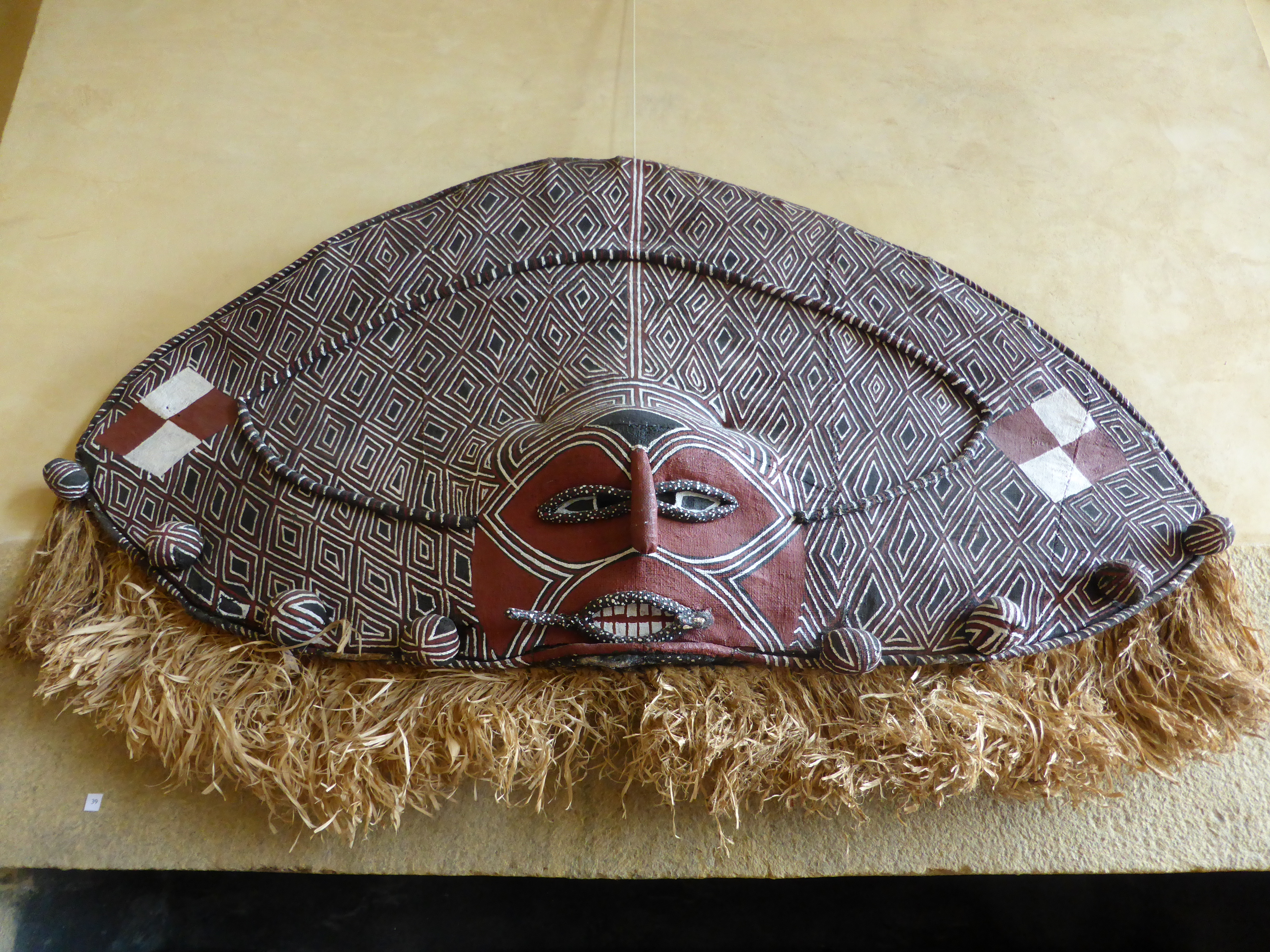
Kanyenge Nyenge, chef des Makishi

La mascarade des Makishi est une cérémonie traditionnelle dansée qui se déroule en Zambie. Elle est commune aux peuples suivants : Tchokwés, Luvale, Luchazi.

## Descriptif
Le terme Makishi recouvre à la fois le masque utilisé, le costume, la danse mais aussi l'initié. Cette cérémonie marque le début des rites d'initiation, appelés mukunda des jeunes garçons du village pour le passage à l'âge adulte. Les démons Makishi viennent enlever les adolescents qui vont subir une initiation qui va durer de 1 à 4 mois, comprenant : 
- la construction des masques avec des cornes, pointes, trompes, crêtes, etc.
- l'apprentissage de la chasse
- la reconnaissance des plantes
- la circoncision, qui les fait passer du monde des enfants à celui d'adultes

De retour au village, les makishi viennent danser aux sons des tambours et de chants de femmes, sous la direction du masque Chilea.
Du fait des changements religieux (christianisation) ou socio-économiques, la danse des Makishi sert aussi de divertissement pour touristes.

## Classement au patrimoine culturel immatériel de l'UNESCO
Du fait des menaces pour la pérennité de ce rituel, la mascarade des Makishi a été classée patrimoine culturel immatériel de l'humanité par l'UNESCO, pour la Zambie en 2008, pour mieux la préserver.

## Personnages
L'anthropologue André Vrydagh a identifié les principaux personnages dont :
- Linyampa : le chef

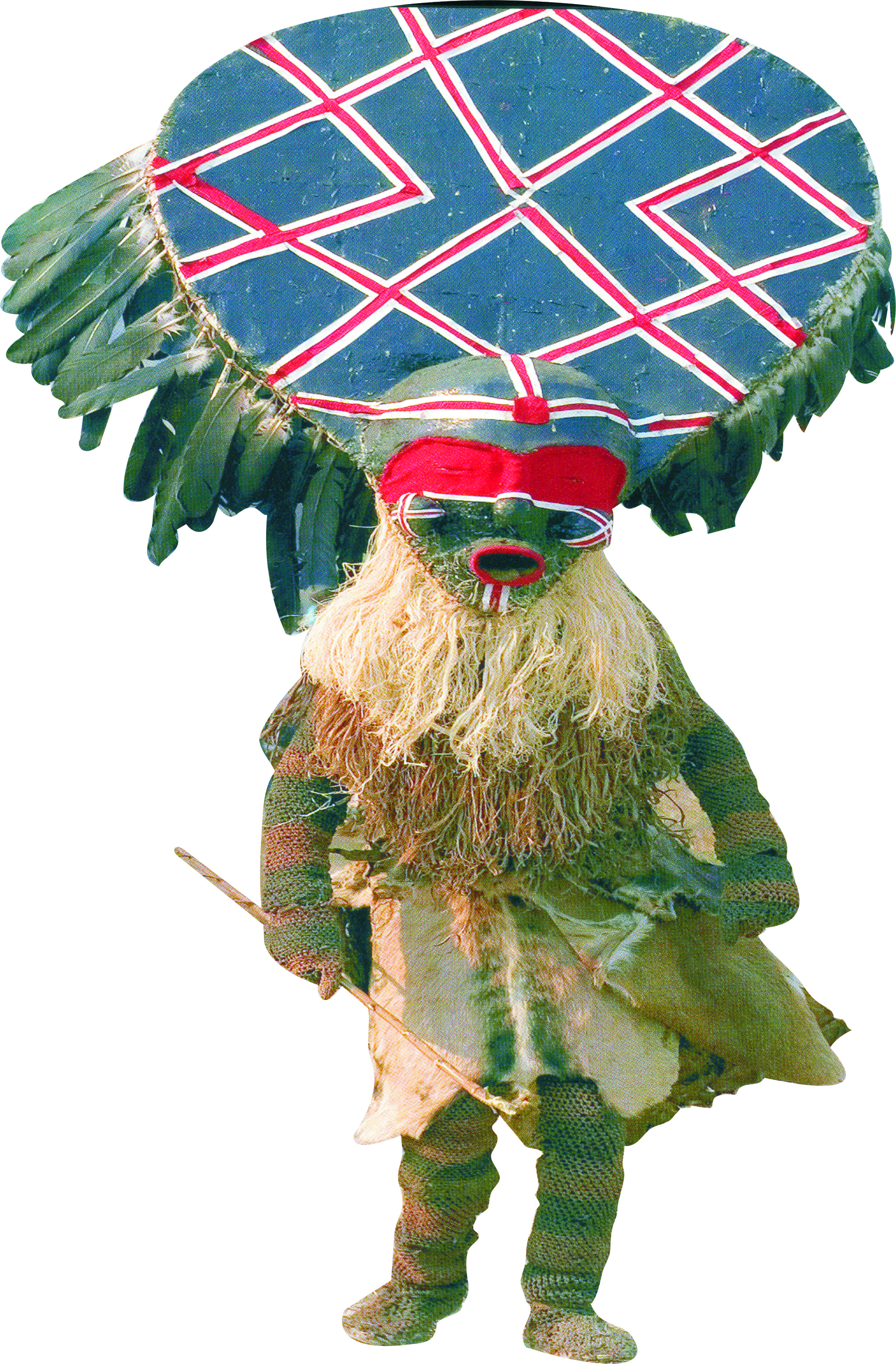
Rituel Makishi

- Ndumba ya Munu : chef-enfant, dirigeant une société
- Chindanda : l'adolescent
- Mulombwe : la jeune femme
- Inamabunda : la mère
- Kaluu kazyi : la vieille femme
- Liathindumuka : l'homme gras
- Kanyenge Nyenge : le danseur, chef des Makishi
- Limuna : l'hydrocéphale
- Kaluwe : le marcheur
- Kajenjela : un chasseur
- Sachihongo : un chasseur
- Katoye : l'homme orgueilleux
- Chawa : l'orateur, l'homme à la face plate
- Chitanga : le farceur
- Luweluwelu : le beau jeune homme, séducteur de femmes, mais aussi l'autruche
- Hungu : le grand danseur
- Muvundu : féroce capitaine d'initiation
- Kapando : l'homme de Chipango (localité de pêche)
- Likulukulenge : l'homme au corps tordu et aux bras immenses, maître de la transe
- Malanda : l'homme mort loin de chez lui
- Mbalamba : l'homme foudroyé par un éclair
- Chilea : entraineur de la danse
- Chikuza : le fils à coiffe phallique

### Filmographie
- Patrimoine immatériel : Chef-d'œuvre de l'humanité - La mascarade des Makishi - Documentaire de Jérôme Ségur et Jean Queyrat, 2006, 55 min.